# Tipula augusti
Tipula augusti är en tvåvingeart som först beskrevs av Cornelius Herman Muller 1776.  Tipula augusti ingår i släktet Tipula, ordningen tvåvingar, klassen egentliga insekter, fylumet leddjur och riket djur.
Artens utbredningsområde är Danmark. Inga underarter finns listade i Catalogue of Life.